# Ząbrowo (gromada w powiecie iławskim)
Ząbrowo – dawna gromada, czyli najmniejsza jednostka podziału terytorialnego Polskiej Rzeczypospolitej Ludowej w latach 1954–1972.
Gromady, z gromadzkimi radami narodowymi (GRN) jako organami władzy najniższego stopnia na wsi, funkcjonowały od reformy reorganizującej administrację wiejską przeprowadzonej jesienią 1954 do momentu ich zniesienia z dniem 1 stycznia 1973, tym samym wypierając organizację gminną w latach 1954–1972.
Gromadę Ząbrowo z siedzibą GRN w Ząbrowie utworzono – jako jedną z 8759 gromad na obszarze Polski – w powiecie suskim w woj. olsztyńskim na mocy uchwały nr 26 WRN w Olsztynie z dnia 4 października 1954. W skład jednostki weszły obszary dotychczasowych gromad Segnowy i Ząbrowo ze zniesionej gminy Jędrychowo oraz miejscowości Szymbark i Starzykowo z dotychczasowej gromady Chełmżyca ze zniesionej gminy Piotrkowo w tymże powiecie. Dla gromady ustalono 15 członków gromadzkiej rady narodowej.
1 stycznia 1959 powiat suski przemianowano na powiat iławski.
1 stycznia 1960 do gromady Ząbrowo włączono obszar zniesionej gromady Laseczno, wieś Gałdowo, osadę Owczarnia i kolonię Jachimówka ze zniesionej gromady Jakubowo Kisielickie, a także wieś Gardzień, osady Krzyżówki, Łanioch, Starzykowo, Starzykowo Małe i Stawki, kolonię Stogwica oraz leśniczówkę Polanka ze zniesionej gromady Piotrkowo – w tymże powiecie.
22 grudnia 1971 do gromady Ząbrowo włączono miejscowość Mózgowo ze zniesionej gromady Jędrychowo w tymże powiecie.
Gromada przetrwała do końca 1972 roku, czyli do kolejnej reformy gminnej.